# Schloss Potelle

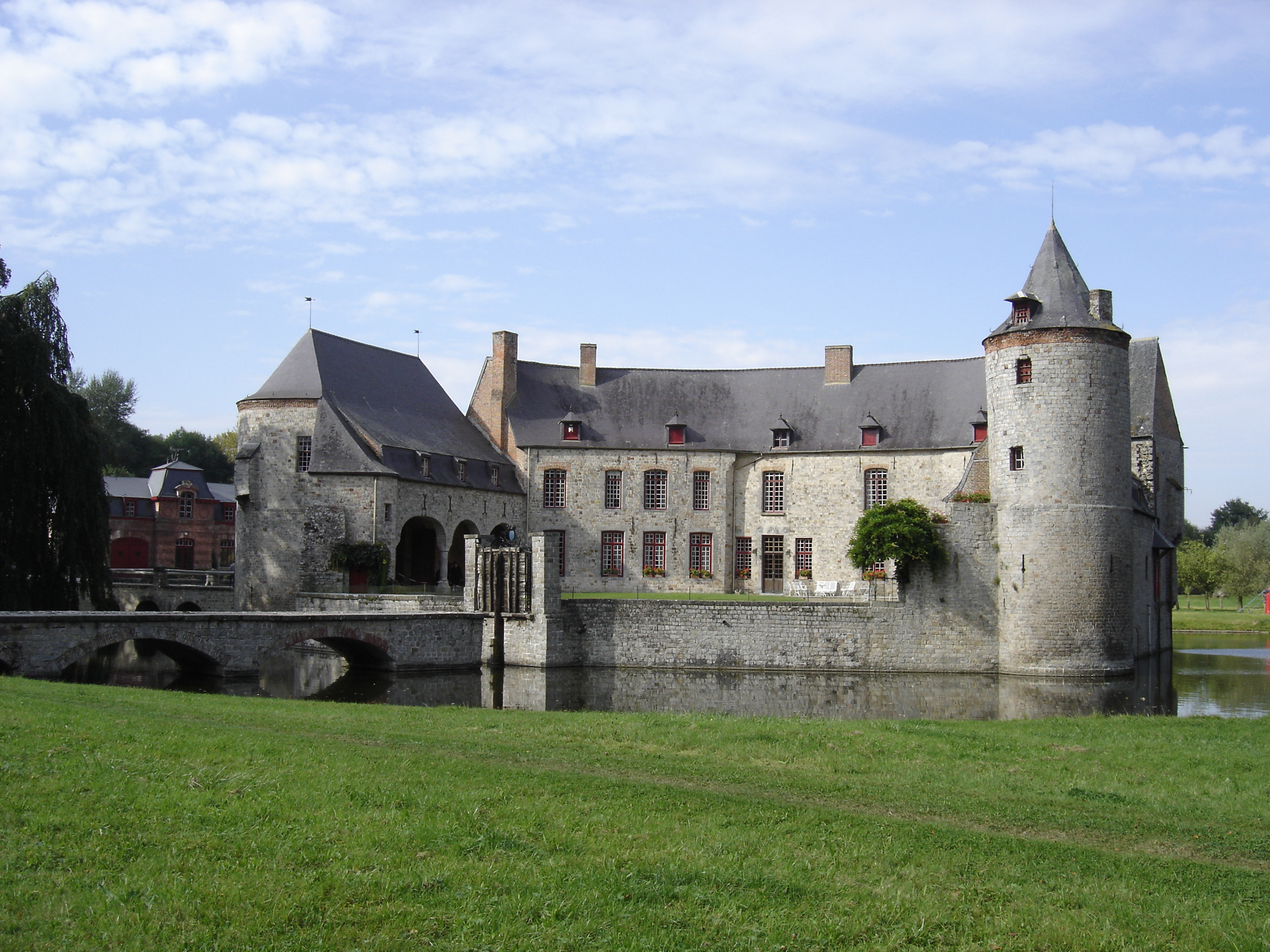
Ostansicht des Schlosses Potelle

Das Schloss Potelle (französisch Château de Potelle) ist ein Wasserschloss in der Gemeinde Potelle (französischen Region Hauts-de-France), das auf eine Wasserburg eines Zweigs der Familie de Mortagne aus dem 13. Jahrhunderts zurückgeht. Burg und Ortschaft gehörten zur Grafschaft Hennegau, auf die seit dem späten Mittelalter verschiedene Parteien Anspruch erhoben. Entsprechend war das Gebiet lange Zeit hart umkämpft, und das Schloss wurde im Laufe der Geschichte mehrmals geplündert sowie gebrandschatzt, aber jedes Mal unter Beibehaltung der noch vorhandenen Bausubstanz wiederaufgebaut.
Von den Erbauern aus der Familie de Mortagne kam der Besitz Ende des 15. Jahrhunderts durch Kauf an die Familie Carondelet. Deren Nachkommen behielten ihn bis in die erste Hälfte des 19. Jahrhunderts, ehe er durch Heirat an die Familie Fremin du Sartel gelangte. Ihr gehört das Schloss noch heute. Die Anlage steht seit dem 19. Januar 1944 als eingeschriebenes Monument historique (Monument historique inscrit) unter Denkmalschutz. Mit Ausnahme der Journées Européennes du Patrimoine ist sie nicht zu besichtigen.

## Geschichte
Die Seigneurs von Potelle wurden schon im 12. Jahrhundert schriftlich erwähnt und waren Gefolgsleute des Grafen von Hennegau. Im Jahr 1203 fand Gérard de Potelles urkundlich Erwähnung. Entsprechend könnte es damals schon ein castrum im flachen und feuchten Tal der Rhonelle gegeben haben, das eine sehr einfache, von einer Wehrmauer umgebene Anlage, bestehend aus nur einem Logis und Wirtschaftsgebäuden, gewesen sein könnte. Um 1290 errichtete Willes (auch Gilles) de Mortagne, dessen Familie im 13. Jahrhundert in den Besitz der Segneurie gekommen war, eine neue Burg. Davon kündet das Teilstück seines Grabsteins, das in der Schlosskapelle zu sehen ist. Die erste Zeile der Inschrift lautet: Willes a fait construire cette maison (deutsch Willes hat dieses Haus errichtet). Willesʼ Familie nannte sich anstatt de Mortagne nachfolgend auch nach ihrer Burg „de Potelle(s)“.
1340 wurde die Anlage während des Hundertjährigen Krieges durch Truppen des damaligen Herzogs der Normandie und späteren französischen Königs Johann II. niedergebrannt. Der Burgherr kam bei den Kämpfen ums Leben. Anschließend wiederaufgebaut, blieb Burg Potelle mehr als 100 weitere Jahre Eigentum der Familie Mortagne. 1433 wurde Gilles II. de Mortagne wegen des Vorwurfs, ein Mordkomplott gegen den burgundischen Herzog Philipp III. geplant zu haben, verhaftet und hingerichtet. All seine Güter, darunter auch Potelle, wurden konfisziert und an den damaligen herzoglichen Günstling Antoine I. de Croÿ verkauft. Von ihm erwarb es Jeanne de Mortagne, die Schwester Gillesʼ II., 1436 zurück. Sie musste erleben, wie 1477 Truppen des französischen Königs Ludwig XI. im Zuge seiner Auseinandersetzungen mit dem burgundischen Herzog Karl dem Kühnen die nahe gelegene Stadt Le Quesnoy belagerten und dabei auch ihren Besitz in Brand steckten. Diesmal wurde die Burg nicht zügig wieder instand gesetzt. Als Jeannes Nachfahrt Antoine de Mortagne sie 1490/1491 an den aus der Franche-Comté stammenden Jean I. de Carondelet, Kanzler von Flandern und Burgund, verkaufte, war sie stark beschädigt und besaß keine Dächer mehr.
Schon 1486 hatte Jean der Carondelet die Burg Solre-sur-Sambre (heute Erquelinnes, Belgien) von der Familie Mortagne erworben und anschließend umgebaut. Erst der neue Eigentümer führte auch in Potelle die nötigen Reparaturen aus, wobei die Anlage einen mehr schlossartigen Charakter erhielt. Bei Jeans Tod im Jahr 1501 erbte sein drittgeborener Sohn Charles. Dieser ließ 1519 die Schlosskapelle am heutigen Ort errichten, der seinerzeit noch von einer Vorburg samt schützender Mauer umschlossen war. Der Vorgängerbau der Kapelle könnte aus dem 14. Jahrhundert gestammt haben und stand jenseits der Straße, die entlang der Südseite des Schlosses nach Le Quesnoy führte. Da der kleine Kirchenbau völlig ungeschützt war, war er immer wieder von Soldaten geplündert und beschädigt worden. Die neue Kapelle wurde 1522 von Charlesʼ älterem Bruder Jean, Erzbischof von Palermo und Primas von Sizilien, geweiht und dem Patrozinium des heiligen Nikolaus unterstellt. Da Charles de Carondelet ohne Erben starb, kam das Schloss Potelle an seinen Bruder Jean, und die Anlage wurde vorerst nicht mehr als Wohnsitz genutzt.

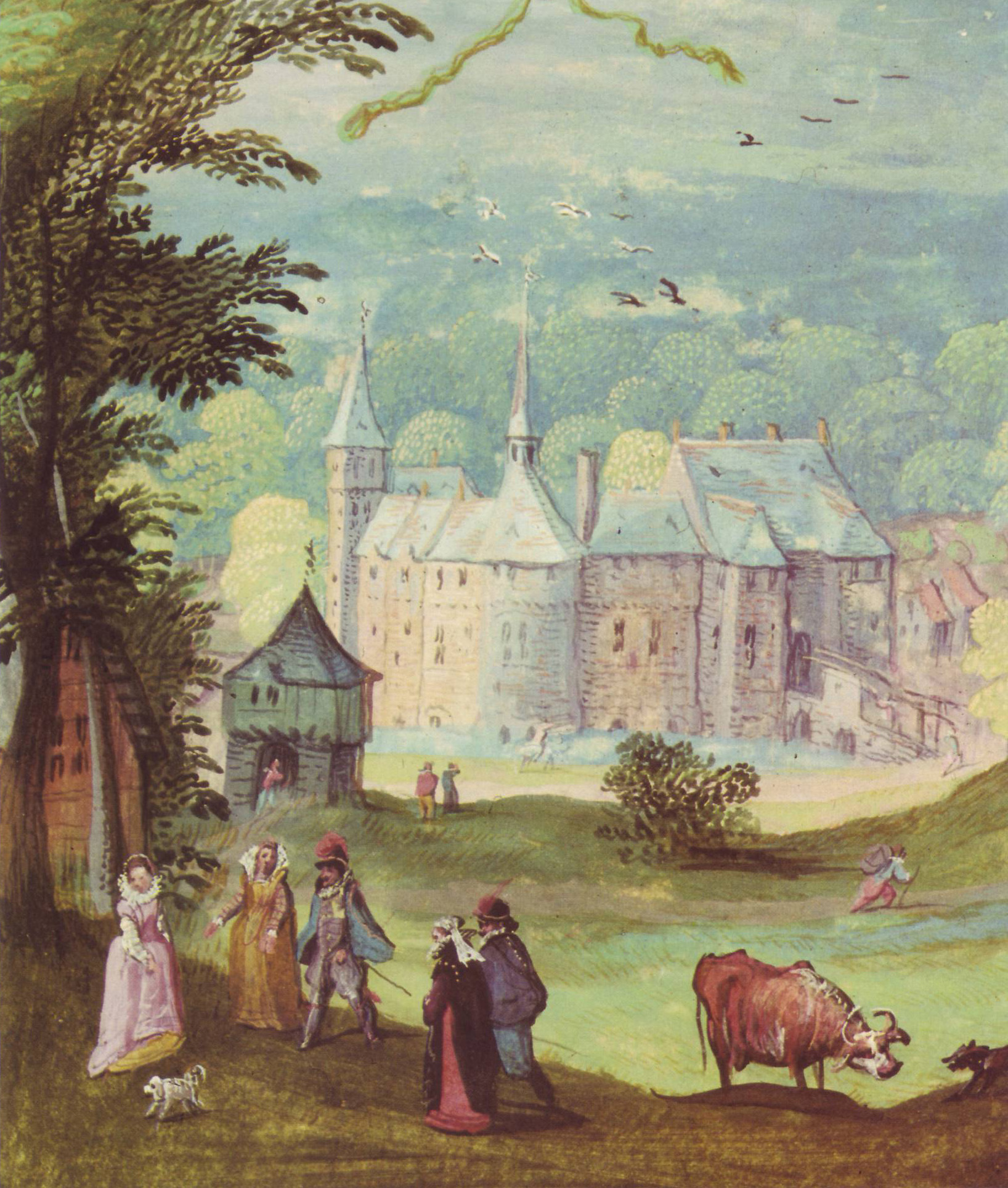
Abbildung des Schlosses aus der Zeit zwischen 1598 und 1602

Jean schenkte die Anlage seinem Neffen Ferry de Carondelet, dem Gouverneur von Avesnes. Dieser baute sie gemeinsam mit seiner Frau Catherine dʼEsne ab 1539 um. Die Wappen der beiden Eheleute samt der Jahreszahl 1541 an einer Säule der hofseitigen Galerie weisen die Bauherren und das Abschlussjahr der Bauarbeiten aus. Im Jahr 1654 wurde Potelle im Französisch-Spanischen Krieg erneut in Brand gesteckt und teilweise zerstört, dieses Mal von Soldaten des französischen Marschalls Turenne. Das gleiche Schicksal ereilte das Schloss 1712 während des Spanischen Erbfolgekriegs, als französische und österreichische Truppen um Le Quesnoy kämpften. Französische Soldaten, welche die Stadt beschützen sollten, wurden auch im Schloss stationiert, weswegen es in jenem Jahr belagert, eingenommen und zurückerobert wurde. Die Konsequenz daraus waren erneute Beschädigungen. Als die österreichische Armee die Festung von Le Quesnoy im Ersten Koalitionskrieg 1793 belagerte, wurde auch das Schloss Potelle wieder einmal in Mitleidenschaft gezogen: Am 17. August brannte es nieder, und einer der vier Ecktürme stürzte dabei ein. Der damalige Eigentümer, Maximilien de Carondelet, und sein Sohn Albert Charles Dominique ließen die Anlage um 1817 teilweise und in vereinfachter Form wiederaufbauen. Weder wurde der eingestürzte Turm wiederhergestellt noch die Zinnenkränze des wuchtigen Torbaus.
Als Geschenk gelangte das Schloss an Alberts Nichte Eugénie Joseph Adélaïde de Carondelet, die seit 1813 mit Jean-Philippe Fremin du Sartel verheiratet war. Sie brachte den Besitz an dessen Familie. Gegen Ende des 19. Jahrhunderts waren Teile des Schlossdaches zerstört, und einige Granattreffer während des Ersten Weltkriegs brachten weitere Beschädigungen, die heute jedoch alle beseitigt sind. Das Schloss gehört immer noch der Familie Fremin du Sartel. Derzeitige Eigentümer sind Roselyn Fremin du Sartel und ihr Mann Jehan-Philippe de Lastic.

## Beschreibung
Die im Kern aus dem 13. Jahrhundert stammende Schlossanlage steht am linken Ufer der Rhonelle etwa zwei Kilometer östlich von Le Quesnoy. Die dreiteilige Anlage besteht aus einem Hauptschloss auf einer Insel, einem südlich davon liegenden Wirtschaftshof und einer Schlosskapelle, die von einem Landschaftspark umgeben sind.

### Hauptschloss

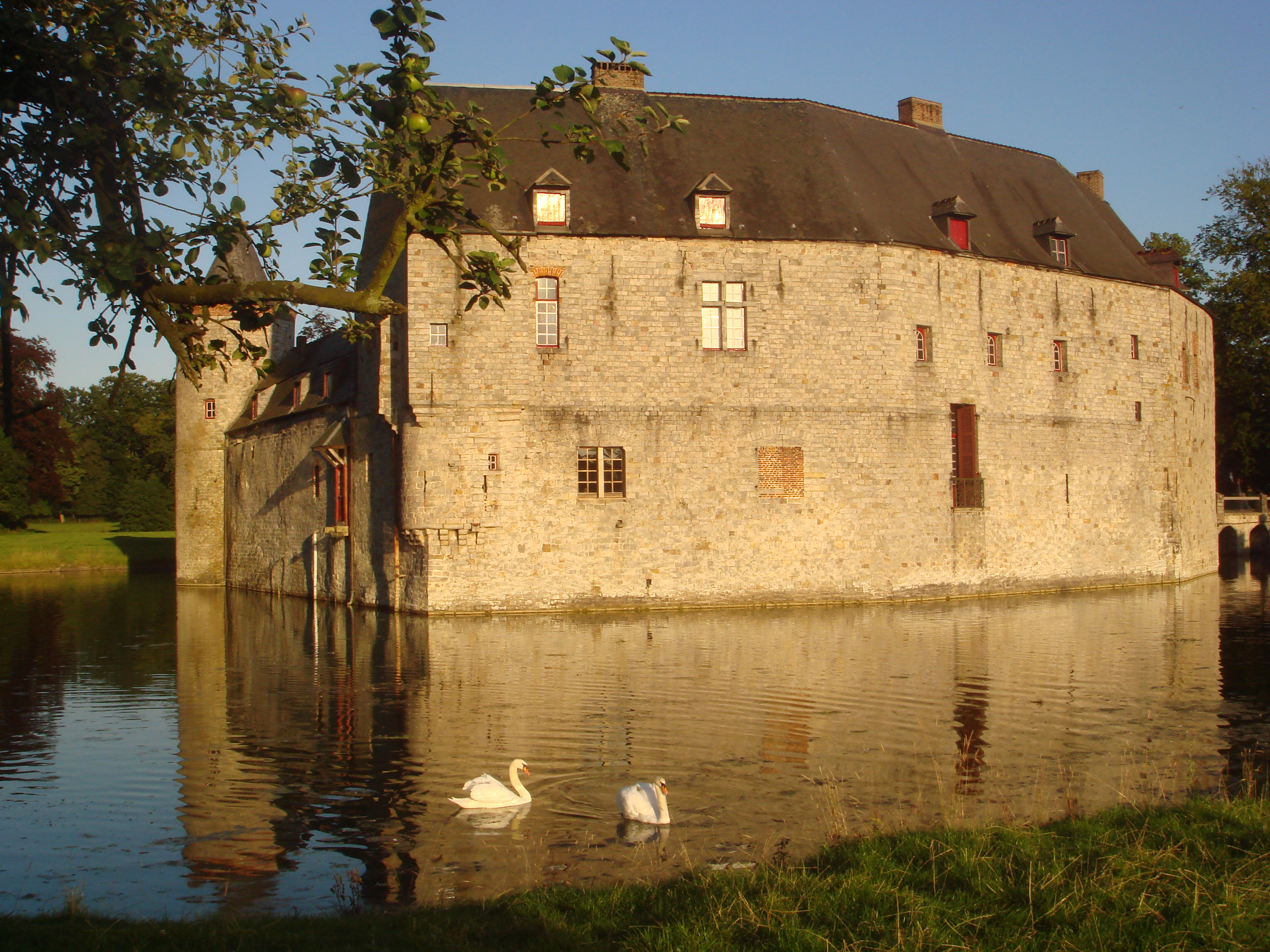
Westansicht des Hauptschlosses

Das Hauptschloss ist ein mehrflügeliger Gebäudekomplex mit polygonalem Grundriss, dessen Trakte an der Nord-, Süd- und Westseite einen Hof umschließen. Ein früher an der Ostseite vorhandener Galerietrakt wurde kurz vor 1700 niedergelegt. Das Hauptschloss steht auf einer Insel, die von einem sehr breiten, von der Rhonelle gespeisten Wassergraben umgeben ist, und besitzt Mauerwerk aus behauenen Sandsteinquadern. Die Anlage hat ihr ursprüngliches, wehrhaftes Aussehen bis heute teilweise erhalten. So zeigen ihre 1,5 Meter dicken Außenmauern zahlreiche (heute vermauerte) Schießscharten, und am Westflügel ist noch ein Kreuzstockfenster erhalten.
Zugang zum Schlosshof, in dem bis 1660 ein Brunnen vorhanden war, gewährt ein wehrhaftes Torhaus (französisch châtelet) an der Südseite der Insel. Zu ihm führt eine lange gemauerte Bogenbrücke, die eine früher vorhandene Zugbrücke ersetzt. Die Blendnische für deren Aufnahme ist ebenso noch vorhanden wie der Schlitz für das einstige Fallgatter. Das Torhaus ist von zwei großen, halbrunden Türmen flankiert, deren Erdgeschossräume Schießscharten und Decken mit Kuppelgewölbe besitzen. Das Obergeschoss des Torbaus ist von einem schiefergedeckten Dach abgeschlossen. Es wurde dem Gebäude erst 1817 aufgesetzt, als bei einer Instandsetzung das zweite Obergeschoss samt Zinnen wegen Baufälligkeit abgerissen und durch den heutigen Backstein-Fries ersetzt wurde. Hofseitig besitzt das Torhaus im Erdgeschoss eine dreibogige Galerie im Stil der Renaissance. Eine ihrer Säulen zeigt auf dem Kapitell die Wappen von Ferry de Carondelet und seiner Frau Catherine sowie die Jahreszahl 1541 und gibt damit einen Hinweis auf die Errichtungszeit dieses Gebäudeteils.

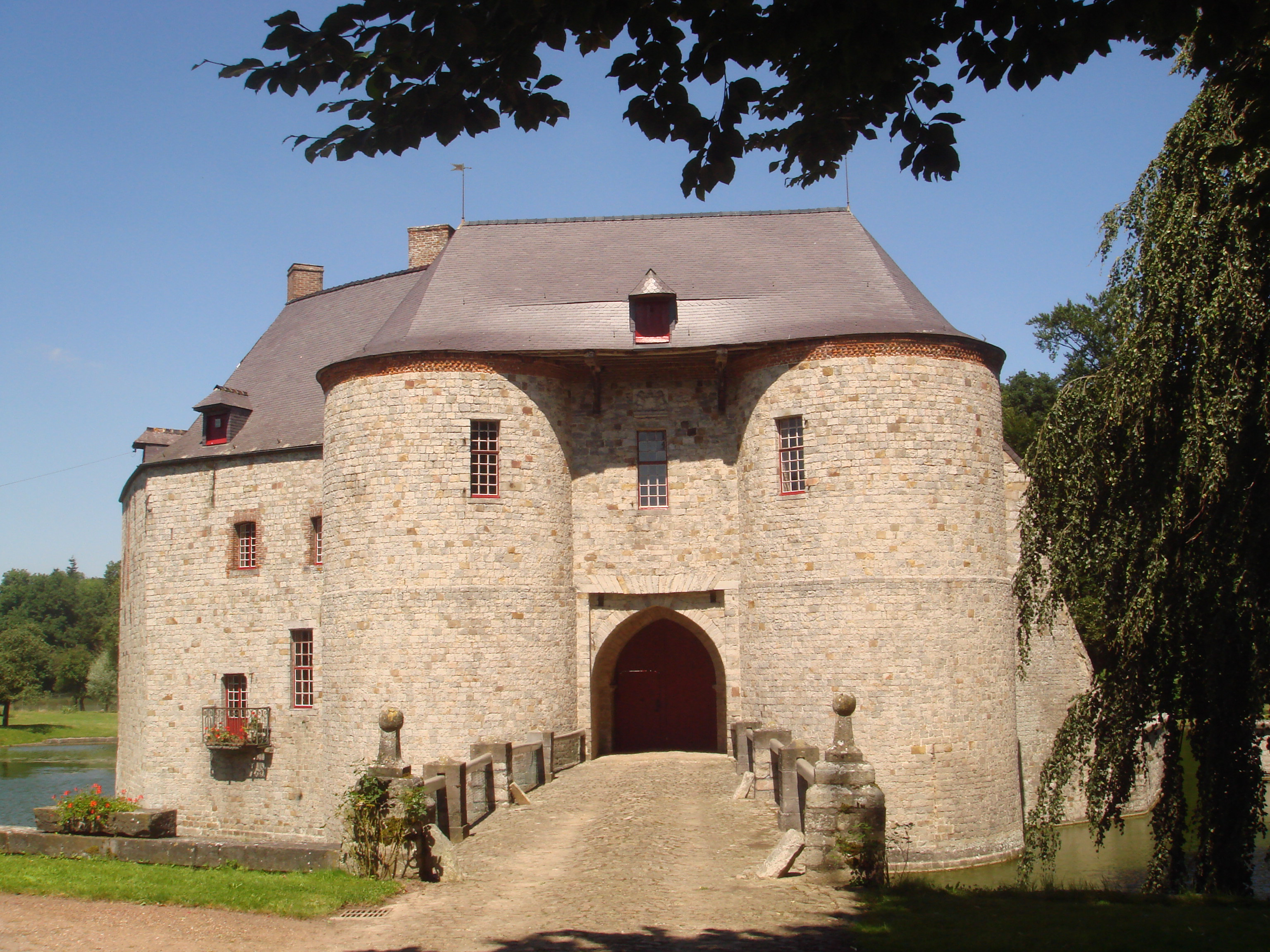
Befestigtes Torhaus

Dem Torbau schließt sich an seinem westlichen Ende ein langgestreckter, zweigeschossiger Wohntrakt (Logis) mit schiefergedecktem Satteldach an. Eine Tür und zwei Fenster an seiner hofseitigen Fassade besitzen Stürze mit Wappendarstellungen. An der Nordseite des Schlosshofes steht ein niedriger Trakt mit den ehemaligen Pferdeställen, der sein Obergeschoss 1640 bei einem Feuer verlor. An der nordwestlichen Ecke des Hauptschlosses, wo West- und Nordflügel aufeinanderstoßen, stand früher ein wuchtiger Rundturm, der 1793 nach einem durch Feuer verursachten Einsturz vollkommen abgerissen wurde. Noch vorhanden ist hingegen der Rundturm an der nordöstlichen Ecke. Er besitzt Schießscharten und einen abgeknickten Kegelhelm. Sein Keller diente früher als Verlies, das nur über ein Loch im Fußboden des von einem Backsteingewölbe aus dem 16. Jahrhundert bedeckten Erdgeschosses erreichbar war. In der Mitte der heute offenen Ostseite des Schlosshofs steht ein Tor mit gemauerten Pfeilern und einer Zugbrücke. Von dort ist der Schlosspark erreichbar. Tor und Zugbrücke wurden 2012 restauriert.

### Schlosskapelle
Südöstlich des Schlosses außerhalb des Grabenrings steht die einschiffige Schlosskapelle aus dem 16. Jahrhundert, die früher zugleich Parochialkirche war. Ihr Mauerwerk besteht – wie das des Schlosses – aus Sandstein. An ihrer östlichen Stirnseite ist eine dreiseitige Apsis angefügt. An der westlichen Stirnseite steht über dem Rundbogenportal aus Blaustein eine kleine Statuette des Kapellenpatrons Sankt Nikolaus.

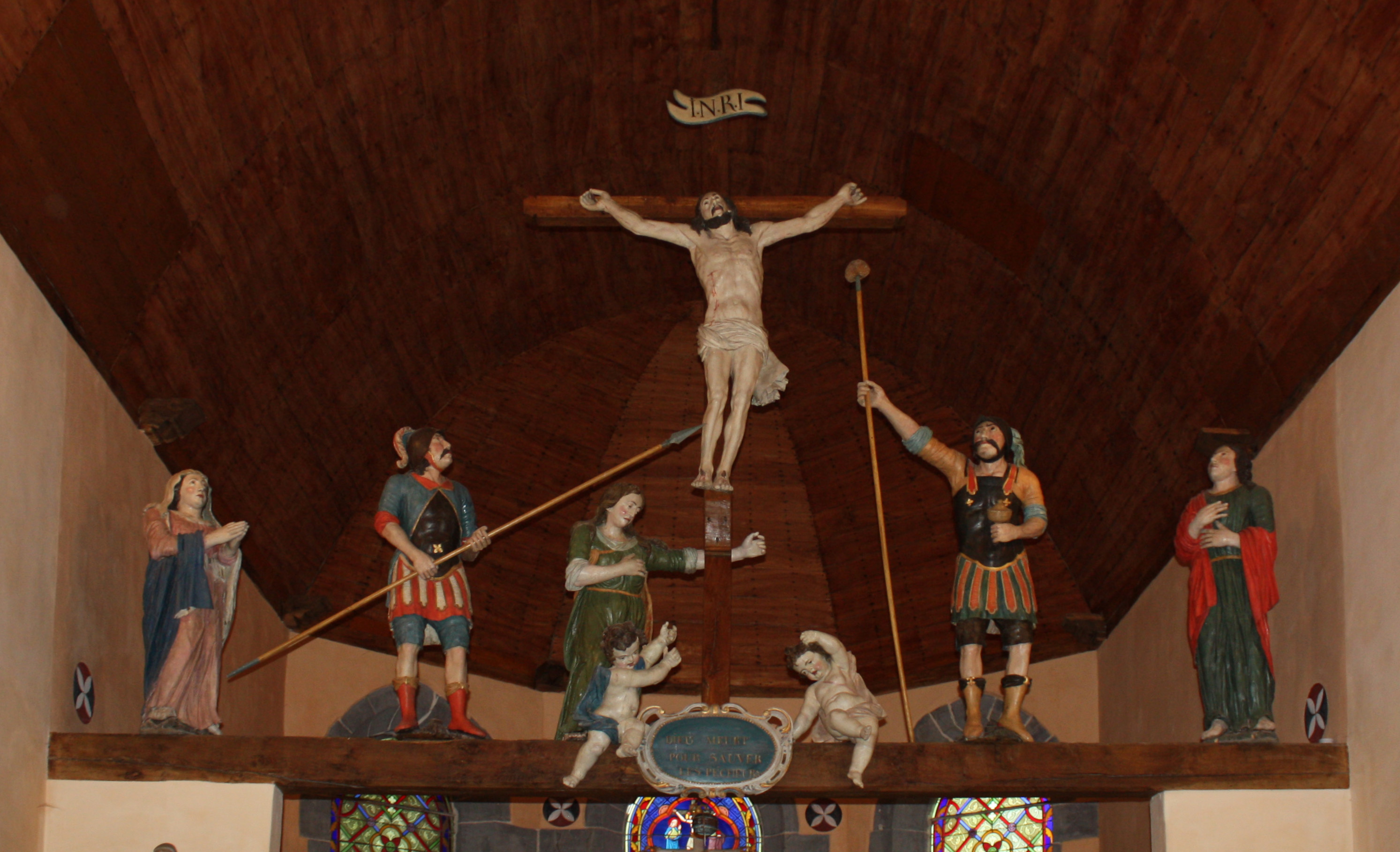
Triumphbalken

Im Inneren sind mehrere Grabsteine von Mitgliedern der Familien Carondelet und Fremin du Sartel zu sehen sowie der erhaltene Teilgrabstein des Schlossgründers Willes de Mortagne. Die Krypta des kleinen Kirchenbaus ist immer noch in Gebrauch. Das kunstgeschichtlich bedeutendste Ausstattungsstück ist ein Triumphbalken mit Kruzifix und Figurengruppe, der seit dem 12. Juli 1971 als Monument historique klassifiziert ist. Die hölzernen Figuren mit bunter Bemalung stammen aus dem 16. Jahrhundert und zeigen Maria Magdalena, die Jungfrau Maria, Johannes den Täufer und zwei Soldaten, die den gekreuzigten Jesus umrahmen. Der Holzbalken musste 1804 wegen eines Feuers im Jahr 1793 ersetzt werden, worauf seine Inschrift in Form der Jahreszahl hinweist. Auf ihm sitzen zwei Putten, die eine Kartusche flankieren. Deren Inschrift lautet: DIEU MEURT POUR SAUVER LES PECHEURS (deutsch Gott stirbt, um (die) Sünder zu retten).